# Special Forces
Special Forces je třinácté studiové album Alice Coopera, vydané v roce 1981. Album produkoval Richard Podolor a vyšlo u Warner Bros. Records.

## Seznam skladeb
| Pořadí         | Název                                         | Autor                                 | Délka |
| -------------- | --------------------------------------------- | ------------------------------------- | ----- |
| 1.             | Who Do You Think We Are                       | Cooper, Hitchings                     | 4:21  |
| 2.             | Seven and Seven Is                            | Lee                                   | 2:41  |
| 3.             | Prettiest Cop on the Block                    | Cooper, Johnson, Mandel               | 3:13  |
| 4.             | Don't Talk Old to Me                          | Cooper, Johnson, Mandel               | 2:54  |
| 5.             | Generation Landslide '81 (koncertní nahrávka) | Cooper, Buxton, Bruce, Dunaway, Smith | 3:50  |
| 6.             | Skeletons in the Closet                       | Cooper, Hitchings                     | 3:42  |
| 7.             | You Want It, You Got It                       | Cooper, Steele, Krampf, Kaz, Scott    | 3:15  |
| 8.             | You Look Good in Rags                         | Cooper, Hitchings                     | 3:35  |
| 9.             | You're a Movie                                | Cooper, Hitchings                     | 3:37  |
| 10.            | Vicious Rumours                               | Cooper, Hitchings, Scott, Pinera      | 3:43  |
| Celková délka: | Celková délka:                                | Celková délka:                        | 34:51 |

## Sestava
- Alice Cooper - zpěv
- Mike Pinera - kytara
- Duane Hitchings - kytara, klávesy
- Danny Johnson - kytara
- Erik Scott - baskytara
- Craig Krampf - bicí